# Camaldine Abraw
Camaldine Abraw est un footballeur international togolais né le 15 août 1990 à Lomé. Il évolue au poste de milieu offensif.

## Biographie

### En club
Il a joué au Togo, en France, au Maroc, en Afrique du Sud et en Roumanie.
Il a inscrit onze buts en première division sud-africaine et a participé à la Ligue des champions d'Afrique en 2016 avec le club des Kaizer Chiefs.

### En équipe nationale
Avec les moins de 17 ans, il participe à la Coupe d'Afrique des nations des moins de 17 ans 2007 puis à la Coupe du monde des moins de 17 ans 2007. Le Togo atteint la finale de la CAN, en étant battu par le Nigeria.
Il joue son premier match en équipe du Togo le 19 mai 2010, en amical contre le Gabon (défaite 3-0). Par la suite, il joue trois matchs rentrant dans le cadre des éliminatoires de la Coupe d'Afrique des nations 2012, et une rencontre lors des éliminatoires du mondial 2018. Il reçoit sa dernière sélection le 27 mai 2016, en amical contre la Zambie (victoire 1-0).

## Palmarès
Togo - 17 ans
- Finaliste de la Coupe d'Afrique des nations des moins de 17 ans 2007 (7 matchs - 1 but)